# Baltazaria (sluipwespen)
Baltazaria is een geslacht van insecten uit de orde vliesvleugeligen (Hymenoptera) en de familie gewone sluipwespen (Ichneumonidae). De wetenschappelijke naam kreeg het geslacht in 1961 van Henry Townes. Het werd vernoemd naar de Filipijnse entomoloog Clare Rilloraza Baltazar.

## Soorten
- B. albomaculata Momoi, 1970
- B. albosignata (Szepligeti, 1916)
- B. caligata (Cameron, 1904)
- B. catemaco Kasparyan & Ruiz-Cancino, 2005
- B. crassicornis Kasparyan & Ruiz-Cancino, 2005
- B. nigrescens Momoi, 1970
- B. nigribasalis (Uchida, 1931)
- B. nodus Kasparyan & Ruiz-Cancino, 2005
- B. notator Kasparyan & Ruiz-Cancino, 2005
- B. ornaticeps (Cameron, 1886)
- B. rufata Kasparyan & Ruiz-Cancino, 2005
- B. ruficoxalis Sheng, 2009
- B. rufonotata Kasparyan & Ruiz-Cancino, 2005
- B. servilis (Cresson, 1874)
- B. tjibodas (Betrem, 1941)
- B. tribax (Tosquinet, 1903)